# Massenvergiftung von Pont-Saint-Esprit 1951
Die Massenvergiftung von 1951 in Pont-Saint-Esprit, auf Französisch als Le Pain Maudit bekannt, fand im August 1951 in der kleinen Stadt Pont-Saint-Esprit in Südfrankreich statt. Zahlreiche der ca. 300 vergifteten Personen wiesen psychotische Symptome auf und mehrere Personen kamen ums Leben. Als Ursache wurde eine durch Lebensmittel übertragene Krankheit vermutet, verursacht durch das Brot aus einer lokalen Bäckerei. Der Fall wurde nie vollständig aufgeklärt und bleibt bis heute rätselhaft. Es wurde vermutet, dass es sich um eine durch Ergotamin im Mehl ausgelöste Mutterkornvergiftung gehandelt habe, wobei es verschiedene alternative Theorien gibt. 

## Vergiftungen in Pont-Saint-Esprit
In den Wochen vor dem Ausbruch der Krankheit meldeten mehrere Dörfer in der Nähe von Pont-Saint-Esprit Ausbrüche von Lebensmittelvergiftungen durch verdorbenes Brot. Ab dem 16. August 1951 füllten sich die Praxen der beiden Ärzte der Ortschaft mit Patienten, die über Symptome ähnlich einer Lebensmittelvergiftung berichteten: Übelkeit, Erbrechen, Schüttelfrost, Fieber. Diese Symptome verschlimmerten sich bald darauf, und es kamen halluzinatorische Psychosen und Krämpfe hinzu. In den folgenden Tagen verschlechterte sich die Lage. In der Nacht zum 24. August stürzte sich ein Mann, der sich für ein Flugzeug hielt, aus einem Fenster im zweiten Stock in den Tod, und ein 11-jähriger Junge versuchte seine Mutter zu erwürgen. Einer der beiden Ärzte der Stadt nannte die Nacht „nuit d'apocalypse“, die Nacht der Apokalypse. Der „Fluch“ führte zu fünf Todesfällen, 300 Erkrankungen und 30 Personen mussten in psychiatrische Kliniken eingewiesen werden.

## Untersuchungen
Am 19. August kamen die Ärzte im Ort zu dem Schluss, dass das Brot schuld war; alle befragten Patienten hatten ihr Brot in der Bäckerei Briand in Pont-Saint-Esprit gekauft. In einer Familie aus einem Nachbardorf, in der vier der neun Mitglieder erkrankt waren, erkrankten alle Mitglieder, die Brot aus der Bäckerei Briand gegessen hatten, aber nicht die anderen, die Brot aus einer anderen Bäckerei gegessen hatten. In einer anderen Familie teilten sich fünf der sieben Familienmitglieder einen Laib Brot aus der Bäckerei Briand, während die anderen lieber Biscottes aßen, wobei nur die fünf erkrankten, die vom Brot gegessen hatten.
Am 23. August wurde eine polizeiliche Untersuchung beschlossen und der Kommissar Georges Sigaud mit der Suche nach der Ursache der Massenvergiftung beauftragt. Die Ermittlungen von Kommissar Sigaud richteten sich schnell auf einen Müller aus Saint-Martin-la-Rivière, Maurice Maillet, der beschuldigt wurde, verdorbenen Roggen in das in Pont-Saint-Esprit verwendete Mehl gemischt zu haben, sowie auf den Bäcker Guy Bruère, der ihn mit diesem Roggen beliefert haben soll. Beide verbrachten zwei Monate im Gefängnis, bevor sie freigesprochen und Ende des Jahres freigelassen wurden, da im Oktober 1951 ein militärisches Analyselabor in Marseille weder im Brot noch im Mehl Spuren von Mutterkornpilz gefunden hatte.

## Theorien
Kurz nach dem Vorfall, im September 1951, wurde ein Artikel im British Medical Journal veröffentlicht, in dem die Vergiftungen durch Mutterkornpilze erklärt wurden. Die Opfer hatten offenbar eine gemeinsame Verbindung. Sie hatten Brot aus der Bäckerei von Roch Briand gegessen, der später beschuldigt wurde, Mehl aus kontaminiertem Roggen verwendet zu haben. Auch Tiere, die das Brot gegessen hatten, starben. Nach damaligen Berichten war das Mehl mit dem Pilz Claviceps purpurea kontaminiert, der Alkaloide produziert, die der halluzinogenen Droge Lysergsäurediethylamid (LSD) strukturell ähnlich sind, was die Halluzinationen erklären könnte. Als Alternativen wurden Vergiftungen mit Quecksilber, Mykotoxin und Stickstofftrichlorid vermutet. 
In seinem 2009 erschienenen Buch A Terrible Mistake schreibt der Autor und Journalist Hank P. Albarelli Jr., dass die Special Operations Division der Central Intelligence Agency (CIA) im Rahmen ihres Programms zur biologischen Kriegsführung MKNAOMI in einem Feldversuch die Verwendung von LSD an der Bevölkerung von Pont-Saint-Esprit getestet haben. Laut Albarelli basiert dies auf CIA-Dokumenten, die in den US-Nationalarchiven aufbewahrt werden, sowie auf einem Dokument, das der Rockefeller-Kommission von 1975 vorgelegt wurde, die die Aktivitäten der CIA untersuchte. Demzufolge vergiftete die CIA die Bewohner des Ortes gezielt, um die Wirkung von LSD als biologische Waffe zu testen. Nachdem Besprühung der Bewohner mit LSD aus der Luft keine Wirkung gezeigt habe, hätte die CIA das Brot einer örtlichen Bäckerei vergiftet. Der US-amerikanische Historiker Steven Kaplan, der ein eigenes Buch zu den Vergiftungen geschrieben hatte, bezweifelte jedoch Albarellis These. So wäre Brot für die Verabreichung von LSD nicht die geeignete Verbreitungsmethode gewesen und auch nicht alle Symptome der Vergifteten hätten mit LSD übereingestimmt.